# Elżbieta Podsiadło
Elżbieta Janina Podsiadło (ur. 9 sierpnia 1938 w Dołach Opacich) – polska entomolog.

## Życiorys
W 1962 ukończyła studia na Uniwersytecie Wrocławskim, w 1972 obroniła doktorat, a w 1986 habilitowała się w Szkole Głównej Gospodarstwa Wiejskiego w Warszawie, w 1987 została docentem, w 1992 otrzymała tytuł profesora nadzwyczajnego. W latach 1987–1990 prodziekan Wydziału Zootechniki SGGW. Obecnie emerytowany profesor SGGW.

## Praca naukowa
Przedmiotem pracy naukowej Elżbiety Podsiadło była morfologia, taksonomia i biologia pluskwiaków z grupy czerwców Hemiptera: Coccinea oraz biologia Chalcidoidea (Bleskotek), gatunków os przechodzących rozwój w larwach owadów wykorzystywanych do biologicznego zwalczania szkodników upraw. Zajmowała się synonimiką w rodzaju Asterodiaspis, opisami i redeskrypcją larw z rodzin Diaspididae i Lecanodiaspididae oraz wyjaśnieniem cykli życiowych Encyritidae. Dorobek naukowy Elżbiety Posiadało obejmuje 25 publikacji naukowych, jest współautorką skryptu i podręcznika zoologii dla studentów uczelni rolniczych. Stworzyła kolekcję Coccinea Polski, która znajduje się w Zakładzie Zoologii SGGW.

## Odznaczenia
- Złoty Krzyż Zasługi (1985).